# Rapture
Rapture — финская мелодик дум/дэт-метал-группа, которая была основана в 1997 году в Хельсинки, Финляндия. Участники группы играли или играют во многих других проектах, в том числе Shape Of Despair, Ensiferum, Finntroll и Thy Serpent.

Также, существует ещё одна группа Rapture из Мексики, которая была основана в 2005 году, играющая брутальный дэт-метал.

## История
Rapture были сформированы из нескольких мрачных андеграундных проектов под другим именем. Участники группы хотели создать интересную содержательную музыку.
Первое демо было записано летом 1998 года и официально никогда не публиковалось. Тем не менее, демо было разослано по различным андеграундным журналам и лейблам. Несмотря на положительные отзывы, музыканты поначалу не получили контракт с лейблом.
Вскоре после записи демо, группа потеряла место для репетиций, что послужило причиной нескольких месяцев простоя. В это время несколько участников уходили и на их место приходили новые, в то время как костяк группы записал больше материала, который в конечном итоге оказался в руках Sami Tenetz’а, главы лейбла Spikefarm.
Когда контракт с этим лейблом был подписан, основные композиторы группы Tomi Ullgren (Shape Of Despair, Thy Serpent) и Jarno Salomaa (Shape Of Despair) начали работу над дебютным альбомом Futile.
Дебютный альбом, вышедший в 1999 году, получился захватывающим, атмосферным и запоминающимся. Лирика основана на личностных переживаниях. Он был записан в Walltone Studios в Savonlinna, Финляндия. Качество записи оказалось великолепным и выгодно подчеркивает мелодичность и фирменные фишки альбома.
Futile также распространялся лейблом Relapse за пределами Финляндии.
В начале 2002 года Rapture записывают свой второй альбом Songs for the Withering.
Свой третий альбом, Silent Stage, Rapture выпускают в 2005 году. Альбом продолжает традиции создания мрачной атмосферы, при этом сочетает как гроул, так и «чистое» пение.
На данный момент у группы нет контракта с лейблом.

## Состав

### Настоящий состав
- Petri Eskelinen — вокал
- Aleksi Ahokas — гитара
- Tomi Ullgren — гитара
- Iain Huntley — бас-гитара
- Pete Raatikainen — ударные

### Бывшие участники
- Jani Öhman — бас-гитара
- Jarno Salomaa — гитара
- Sami Karttunen — сессионные клавишные
- Sami Hinkka — бас-гитара
- Samuel Ruotsalainen — ударные
- Henri Villberg — вокал (гроулинг)

## Дискография
- 1998 — Broken Daydream (демо)
- 1999 — Futile (Spikefarm Records)
- 2002 — Songs for the Withering (Spikefarm Records)
- 2005 — Silent Stage (Spikefarm Records)